# Marina Del Ray
Marina Del Ray (マリナ·デル·レイ) es una banda japonesa formada en 1986 por Kacky como vocalista y Tatsuology en la guitarra. Marina Del Ray es conocido por su trabajo en Saint Seiya, donde cantaron la apertura, Megami no Senshi y el ending, Hana no Kusari de Saint Seiya: Lost Canvas junto con Maki Ikuno
Kacky es, además de cantante, compositor y ha trabajado en varias bandas sonoras de varios anime y películas.

## Integrantes
| Integrante | Instrumento |
| ---------- | ----------- |
| Kacky      | Vocalista   |
| Tatsuology | Guitarrista |

## Sencillos
- "Asu eno Toushi/Take My Soul Forever" (2004)
- "Kurumada ISM: The Complete Works" (2005)
- "Megami no Senshi～Pegasus Forever～" (2006)
- "Shining Like A Gold～Omoide no Kakera～" (2006)
- "Saint Seiya: Shudaika & Best" (2006)
- "Ring ni Kakero 1: Nichibei Kessen Hen Original Soundtrack" (2007)
- "Saint Seiya: The Hades - Mei-Ou Hades Special Album" (2008)